# Gargan (dieu celte)
Pour les articles homonymes, voir Gargan.
Gargan serait un dieu celte conjecturé au XIXe siècle par Henri Gaidoz qui suppute que le héros Gargantua a préexisté à la publication du livre de Rabelais qui le rendit célèbre. Du sens de « dévorant, avaleur » qui est celui de Gargantua, il dérive « une épithète qui aura été sans doute donnée à quelque dieu gaulois », peut-être, celle de l’Hercule gaulois, grand et fort. Il dévorait « peut-être » des victimes humaines brulées dans des hottes d'osier. Il participerait d'un mythe solaire et de l'adoration du feu. Pour établir sa thèse et le lien avec le monde celtique, il cite un Gurguntius fils de Beleni dans les chroniques de Giraud de Barri et de Geoffroy de Monmouth, identifié encore par Dontenville à Gwrgant du Mabinogion ; rien n'indique pourtant que ce roi légendaire considéré comme l'Apollon des Celtes (c'est-à-dire le roi-soleil), soit un géant. En outre, l’Apollon gaulois est qualifié de nombreux épithètes d’origine celtique, tels Apollo Grannus (voir site archéologique de Grand), Apollo Belenus, les deux surnoms dominant d’Apollon, etc., mais point de *Garganus ou de *Gargantus en Gaule. En revanche, une croyance veut qu’une des grottes du Mons Garganus (Monte Gargano) situé dans les Pouilles dans le Sud de l’Italie était autrefois consacrée à Apollon, loin des territoires jadis occupés par les Celtes.

## Succès d'une hypothèse
Pour Henri Dontenville, ce dieu a existé et est à relier au Mont Gargan dans le Limousin. Son nom en occitan n’est pourtant pas exactement le même puèg Gerjant (prononcé localement « puè Gerzan ») et il est vraisemblable de voir dans cette francisation une transposition du Monte Gargano italien (latin Mons Garganus), où serait apparu vers 490 l’archange saint Michel à l'évêque de Sipontum. C'est en tout cas, l'origine du microtoponyme Mont Gargan en France, dont celui de Rouen, nom donné au XVIIIe siècle ou XIXe siècle à l'emplacement de l’ancien prieuré Saint-Michel. Gargano dans le sud de l'Italie, situé en dehors de la zone d’occupation celtique (au sens archéologique) de la péninsule, ne doit rien aux Celtes (-ano représentant par ailleurs le suffixe latin -anus / -anum de localisation).
Le chanoine de Cossé-Brissac émet l'hypothèse, en 1952, que le Père Noël pouvait constituer la synthèse de plusieurs traditions antérieures au christianisme, tel le premier Gargan, un géant portant une hotte, géant parfois confondu avec Thor, le dieu du Tonnerre.